# Olympische Winterspiele 1988/Ski Alpin
Bei den XV. Olympischen Spielen 1988 in Calgary fanden zehn Wettbewerbe im Alpinen Skisport statt. Austragungsort war der Mount Allen in Nakiska. Aufgrund der schwierigen Wetterlage zu dieser Jahreszeit hatten die Athleten mit schweren Windböen zu kämpfen. Erstmals auf dem olympischen Programm stand die Disziplin Super-G. Dazu kam auch die Kombination, welche zuletzt 1948 olympisch war und seit dem (ab 1954) nur mehr zu Weltmeisterschaften gezählt hatte.

## Nominierungen
Seitens des Österreichischen Skiverbandes nahm Alpinchef Mag. Werner Wörndle am 31. Januar die ersten Nominierungen vor.

## Bilanz

### Medaillenspiegel
| Platz | Land           | Gold | Silber | Bronze | Gesamt |
| ----- | -------------- | ---- | ------ | ------ | ------ |
| 1     | Schweiz        | 3    | 4      | 4      | 11     |
| 2     | Österreich     | 3    | 3      | –      | 6      |
| 3     | Italien        | 2    | –      | –      | 2      |
| 4     | BR Deutschland | 1    | 2      | 1      | 4      |
| 5     | Frankreich     | 1    | –      | 1      | 2      |
| 6     | Jugoslawien    | –    | 1      | –      | 1      |
| 7     | Kanada         | –    | –      | 2      | 2      |
| 8     | Liechtenstein  | –    | –      | 1      | 1      |
| 8     | Schweden       | –    | –      | 1      | 1      |

### Medaillengewinner
| Konkurrenz   | Gold              | Silber           | Bronze              |
| ------------ | ----------------- | ---------------- | ------------------- |
| Abfahrt      | Pirmin Zurbriggen | Peter Müller     | Franck Piccard      |
| Super-G      | Franck Piccard    | Helmut Mayer     | Lars-Börje Eriksson |
| Riesenslalom | Alberto Tomba     | Hubert Strolz    | Pirmin Zurbriggen   |
| Slalom       | Alberto Tomba     | Frank Wörndl     | Paul Frommelt       |
| Kombination  | Hubert Strolz     | Bernhard Gstrein | Paul Accola         |

| Konkurrenz   | Gold            | Silber            | Bronze            |
| ------------ | --------------- | ----------------- | ----------------- |
| Abfahrt      | Marina Kiehl    | Brigitte Oertli   | Karen Percy       |
| Super-G      | Sigrid Wolf     | Michela Figini    | Karen Percy       |
| Riesenslalom | Vreni Schneider | Christa Kinshofer | Maria Walliser    |
| Slalom       | Vreni Schneider | Mateja Svet       | Christa Kinshofer |
| Kombination  | Anita Wachter   | Brigitte Oertli   | Maria Walliser    |

## Ergebnisse Männer

### Abfahrt
| Platz | Land | Sportler               | Zeit (min) |
| ----- | ---- | ---------------------- | ---------- |
| 1     | SUI  | Pirmin Zurbriggen      | 1:59,63    |
| 2     | SUI  | Peter Müller           | 2:00,14    |
| 3     | FRA  | Franck Piccard         | 2:01,24    |
| 4     | AUT  | Leonhard Stock         | 2:01,56    |
| 5     | AUT  | Gerhard Pfaffenbichler | 2:02,02    |
| 6     | FRG  | Markus Wasmeier        | 2:02,03    |
| 7     | AUT  | Anton Steiner          | 2:02,19    |
| 8     | GBR  | Martin Bell            | 2:02,49    |
| 9     | LUX  | Marc Girardelli        | 2:02,57    |
| 10    | ITA  | Danilo Sbardellotto    | 2:02,69    |
|       |      |                        |            |
| 12    | SUI  | Daniel Mahrer          | 2:03,18    |
| 13    | FRG  | Hannes Zehentner       | 2:03,23    |
| 17    | SUI  | Franz Heinzer          | 2:03,36    |
| 19    | AUT  | Günther Mader          | 2:03,96    |
| 20    | FRG  | Hansjörg Tauscher      | 2:04,31    |
| 21    | FRG  | Peter Dürr             | 2:04,32    |
| 36    | LIE  | Silvio Wille           | 2:07,77    |
| 38    | LIE  | Gregor Hoop            | 2:08,50    |
| 39    | LIE  | Robert Büchel          | 2:08,66    |

Datum: 15. Februar, 11:30 Uhr

Start: 2412 m, Ziel: 1538 m

Höhendifferenz: 874 m, Streckenlänge: 3147 m

Tore: 40; Kurssetzer: Stohl (CAN)
51 Teilnehmer, davon 45 in der Wertung. Ausgeschieden u. a.: Luc Alphand (FRA), Michael Mair (ITA), Brian Stemmle (CAN).
Die Strecke war von Bernhard Russi gebaut worden. Die am 14. Februar mit Start um 11:30 h angesetzte Abfahrt wurde wegen zu starker Winde vorerst zweimal verschoben und um 12:35 h abgesagt. Da der 15. Februar der neue Termin war, ergab es sich, dass die für diesen Tag geplante Kombinations-Abfahrt der Herren auf den 16. Februar verlegt werden musste. Für die verschobene Spezial-Abfahrt wurde reglementgerecht eine neue Startnummernauslosung vorgenommen, ebenso präventiv auch gleich die Auslosung der Nummern für die Kombi-Abfahrt, sollte diese vorgezogen werden.
Sieger Zurbriggen, der bereits die Trainings beherrscht hatte, war bei allen Zwischenzeitmessungen voran. Sein Siegerski war ein »Lochski« und hatte ihn in der aktuellen Saison die Ränge eins und zwei in Val-d’Isère und auch Rang zwei in Bad Kleinkirchheim gebracht. Wie schon 1984 gewann Peter Müller die Silbermedaille. In der Schweiz sahen 1,249 Mio. Fernsehzuschauer Zurbriggens Sieg.

### Super-G
| Platz | Land | Sportler            | Zeit (min) |
| ----- | ---- | ------------------- | ---------- |
| 1     | FRA  | Franck Piccard      | 1:39,66    |
| 2     | AUT  | Helmut Mayer        | 1:40,96    |
| 3     | SWE  | Lars-Börje Eriksson | 1:41,08    |
| 4     | AUT  | Hubert Strolz       | 1:41,11    |
| 5     | SUI  | Pirmin Zurbriggen   | 1:41,96    |
| 5     | AUT  | Günther Mader       | 1:41,96    |
| 7     | FRA  | Luc Alphand         | 1:42,27    |
| 8     | AUT  | Leonhard Stock      | 1:42,36    |
| 9     | YUG  | Tomaž Čižman        | 1:42,47    |
| 10    | ITA  | Ivano Camozzi       | 1:42,66    |
|       |      |                     |            |
| 12    | LIE  | Andreas Wenzel      | 1:43,00    |
| 15    | SUI  | Franz Heinzer       | 1:43,32    |
| 17    | LIE  | Günther Marxer      | 1:44,16    |
| 28    | LIE  | Silvio Wille        | 1:46,08    |

Datum: 21. Februar, 10:00 Uhr

Start: 2179 m, Ziel: 1532 m

Höhendifferenz: 647 m, Streckenlänge: 2377 m

Tore: 50
Piccard wurde der erste französische Ski-Olympiasieger seit Jean-Claude Killy im Jahr 1968. Martin Hangl schied nach viertbester Zwischenzeit aus, Markus Wasmeier fädelte bereits beim ersten Tor ein. Alberto Tomba, der sich für die 2,10-m-Skier (statt 2,12 m) entschieden hatte, blieb mit der Kante am Kunstschnee hängen.
94 Teilnehmer, davon 57 in der Wertung. Ausgeschieden u. a.: Marc Girardelli (LUX), Martin Hangl (SUI), Finn Christian Jagge (NOR), Daniel Mahrer (SUI), Peter Roth (FRG), Atle Skårdal (NOR), Jan Einar Thorsen (NOR), Alberto Tomba (ITA), Markus Wasmeier (FRG), Frank Wörndl (FRG).

### Riesenslalom
| Platz | Land | Sportler          | Zeit (min) |
| ----- | ---- | ----------------- | ---------- |
| 1     | ITA  | Alberto Tomba     | 2:06,37    |
| 2     | AUT  | Hubert Strolz     | 2:07,41    |
| 3     | SUI  | Pirmin Zurbriggen | 2:08,39    |
| 4     | ITA  | Ivano Camozzi     | 2:08,77    |
| 5     | AUT  | Rudolf Nierlich   | 2:08,92    |
| 6     | LIE  | Andreas Wenzel    | 2:09,03    |
| 7     | AUT  | Helmut Mayer      | 2:09,09    |
| 8     | FRG  | Frank Wörndl      | 2:09,22    |
| 9     | YUG  | Rok Petrovič      | 2:09,32    |
| 10    | SUI  | Joël Gaspoz       | 2:09,57    |
| 11    | AUT  | Günther Mader     | 2:10,04    |
|       |      |                   |            |
| 14    | SUI  | Hans Pieren       | 2:10,68    |
| 19    | FRG  | Markus Wasmeier   | 2:11,69    |
| 25    | LIE  | Günther Marxer    | 2:12,72    |
| 26    | FRG  | Armin Bittner     | 2:13,27    |
| 29    | LIE  | Silvio Wille      | 2:15,08    |

Datum: 25. Februar, 10:30 Uhr (1. Lauf), 14:00 Uhr (2. Lauf)

Start: 2243 m, Ziel: 1874 m

Höhendifferenz: 369 m, Streckenlänge: 1175 m

Tore: 47 (1. Lauf), 48 (2. Lauf)
117 Teilnehmer, davon 69 in der Wertung. Ausgeschieden u. a.: Peter Roth (FRG) (im ersten Lauf); Tomaž Čižman (YUG), Finn Christian Jagge (NOR), Ingemar Stenmark (SWE) (im zweiten Lauf).
Martin Hangl war beim Einfahren zum zweiten Lauf Zeuge des tödlichen Unfalls des österreichischen Teamarztes Oberhammer geworden und erlitt einen Schock. Er nahm am Rennen daraufhin nicht teil. 19 Läufer, darunter alle vier Kanadier, wurden noch vor dem zweiten Lauf wegen nicht geprüfter und plombierter Rennanzüge disqualifiziert; allerdings war keiner besser als auf Rang 32 platziert gewesen. Durch diese Maßnahme verzögerte sich der für 13:30 h geplante Beginn des zweiten Laufes.

### Slalom
| Platz | Land | Sportler          | Zeit (min) |
| ----- | ---- | ----------------- | ---------- |
| 1     | ITA  | Alberto Tomba     | 1:39,47    |
| 2     | FRG  | Frank Wörndl      | 1:39,53    |
| 3     | LIE  | Paul Frommelt     | 1:39,84    |
| 4     | AUT  | Bernhard Gstrein  | 1:40,08    |
| 5     | SWE  | Ingemar Stenmark  | 1:40,22    |
| 6     | SWE  | Jonas Nilsson     | 1:40,23    |
| 7     | SUI  | Pirmin Zurbriggen | 1:40,48    |
| 8     | ITA  | Oswald Tötsch     | 1:40,55    |
| 9     | YUG  | Grega Benedik     | 1:41,38    |
| 10    | FRG  | Florian Beck      | 1:41,44    |

Datum: 27. Februar, 10:00 Uhr (1. Lauf), 13:30 Uhr (2. Lauf)

Start: 2074 m, Ziel: 1876 m

Höhendifferenz: 198 m, Streckenlänge: 530 m

Tore: 63 (1. Lauf), 61 (2. Lauf)

Kurssetzer im 1. Durchgang: Tino Pietrogiovanna (ITA), 63 Tore

Kurssetzer im 2. Durchgang: Reinhard Gattermann (BRD), 63 Tore
109 Teilnehmer, davon 54 in der Wertung. Ausgeschieden u. a.: Joël Gaspoz (SUI), Hans Pieren (SUI), Armin Bittner (FRG), Rudolf Nierlich (AUT); disqualifiziert: Paul Accola (SUI) (alle erster Durchgang); Didier Bouvet (FRA), Jean-Luc Crétier (FRA), Finn Christian Jagge (NOR), Günther Mader (AUT), Peter Roth (FRG), Thomas Stangassinger (AUT) (alle zweiter Durchgang).
Der Slalom war bei den herrschenden heiklen Schneeverhältnissen – Neuschnee auf pickelhartem Kunstschnee – weitgehend eine Sache der Routine, weshalb sich unter den ersten Sechs vier frühere WM- oder Olympia-Medaillengewinner befanden. Von den Schweizern schied Gaspoz aus; Accola wurde zwar Zwölfter, aber er hatte eingefädelt. Paul Frommelt, vor zehn Jahren schon WM-Bronzegewinner, war zum Saisonauftakt in Sestriere Vierter geworden, doch nach einer Oberschenkelzerrung kam er aus dem Rhythmus. So fuhr er bei Olympia die Kombination eher zu Trainingszwecken und kam hier erst wieder auf Touren. Alberto Tomba, der keine Laufbestzeit erzielen konnte, war im ersten Durchgang über die Kurssetzung seines Trainers verärgert.

### Kombination
| Platz | Land | Sportler             | Zeit A        | Zeit S        | Punkte |
| ----- | ---- | -------------------- | ------------- | ------------- | ------ |
| 1     | AUT  | Hubert Strolz        | 1:48,51 (5.)  | 1:27,31 (7.)  | 036,55 |
| 2     | AUT  | Bernhard Gstrein     | 1:50,20 (15.) | 1:25,82 (3.)  | 043,45 |
| 3     | SUI  | Paul Accola          | 1:51,27 (24.) | 1:24,93 (1.)  | 048,24 |
| 4     | FRA  | Luc Alphand          | 1:49,60 (13.) | 1:28,47 (10.) | 057,73 |
| 5     | TCH  | Peter Jurko          | 1:50,29 (19.) | 1:27,61 (8.)  | 058,56 |
| 6     | FRA  | Jean-Luc Crétier     | 1:50,04 (14.) | 1:28,52 (11.) | 062,98 |
| 7     | FRG  | Markus Wasmeier      | 1:49,32 (8.)  | 1:29,84 (13.) | 065,44 |
| 8     | TCH  | Adrián Bíreš         | 1:50,24 (16.) | 1:28,94 (12.) | 068,50 |
|       |      |                      |               |               |        |
| 11    | FRG  | Armin Bittner        | 1:55,42 (35.) | 1:25,64 (2.)  | 099,65 |
| 13    | AUT  | Thomas Stangassinger | 1:54,70 (34.) | 1:27,69 (9.)  | 107,87 |
| 14    | LIE  | Gregor Hoop          | 1:53,21 (29.) | 1:30,63 (14.) | 114,62 |
| 15    | SUI  | Bernhard Fahner      | 1:51,78 (26.) | 1:33,37 (17.) | 120,45 |
| 16    | LIE  | Paul Frommelt        | 1:56,82 (40.) | 1:26,53 (5.)  | 122,12 |
| 17    | FRG  | Peter Dürr           | 1:48,30 (4.)  | 1:38,68 (23.) | 123,92 |
| 20    | LIE  | Robert Büchel        | 1:53,96 (32.) | 1:32,38 (16.) | 136,70 |
| 22    | FRG  | Hannes Zehentner     | 1:49,16 (7.)  | 1:46,85 (25.) | 197,87 |

Datum: 16. Februar, 11:30 Uhr (Abfahrt)
17. Februar, 10:30 Uhr / 13:30 Uhr (Slalom)
Abfahrtsstrecke

Start: 2342 m, Ziel: 1538 m

Höhendifferenz: 804 m, Streckenlänge: 2967 m

Tore: 36
Slalomstrecke

Start: 2051 m, Ziel: 1875 m

Höhendifferenz: 176 m

Tore: 55 (1. Lauf), 57 (2. Lauf)
56 Teilnehmer, davon 26 in der Wertung. Ausgeschieden u. a.: Rob Boyd (CAN), Lars-Börje Eriksson (USA), Martin Hangl (SUI), AJ Kitt (USA), Günther Mader (AUT), Franck Piccard (FRA), Atle Skårdal (NOR), Jan Einar Thorsen (NOR), Pirmin Zurbriggen (SUI).
Zurbriggen hatte die Abfahrt in 1:46,90 min und damit mit 1,51 s Vorsprung auf Strolz, 3,20 s auf Gstrein und 4,37 s auf Accola gewonnen. Piccard war Abfahrts-Zweiter (+ 0,38 s), Skårdal lag auf Rang 18 (+ 3,37 s), Hangl auf Rang 25 (+ 4,58 s). Nach seinem Sturz in der Spezialabfahrt trat Michael Mair zur Abfahrt nicht an. Auch Marc Girardelli fehlte; sein Vater Helmut gab im ZDF-Studio am 16. Februar an, dass eine Ellbogenverletzung vorliege, Marc habe sich in der Abfahrt in Leukerbad bei einem Sturz auf die Stahlkanten des eigenen Ski die Sehnen am Ellbogen halb durchgeschnitten. Allerdings wurden die wirklichen Gründe für den Rückzug in einem handfesten Krach zwischen den Girardellis und der Skifirma Atomic vermutet.

## Ergebnisse Frauen

### Abfahrt
| Platz | Land | Sportlerin           | Zeit (min) |
| ----- | ---- | -------------------- | ---------- |
| 1     | FRG  | Marina Kiehl         | 1:25,86    |
| 2     | SUI  | Brigitte Oertli      | 1:26,61    |
| 3     | CAN  | Karen Percy          | 1:26,62    |
| 4     | SUI  | Maria Walliser       | 1:26,89    |
| 5     | CAN  | Laurie Graham        | 1:26,99    |
| 6     | AUT  | Petra Kronberger     | 1:27,03    |
| 7     | FRG  | Regine Mösenlechner  | 1:27,16    |
| 8     | AUT  | Elisabeth Kirchler   | 1:27,19    |
| 9     | SUI  | Michela Figini       | 1:27,26    |
| 10    | TCH  | Lucia Medzihradská   | 1:27,28    |
| 11    | SUI  | Chantal Bournissen   | 1:27,46    |
|       |      |                      |            |
| 13    | FRG  | Michaela Gerg        | 1:27,83    |
| 21    | FRG  | Christina Meier-Höck | 1:29,30    |
| 26    | LIE  | Jolanda Kindle       | 1:32,88    |

Datum: 19. Februar, 10:00 Uhr

Start: 2179 m, Ziel: 1532 m

Höhendifferenz: 647 m, Streckenlänge: 2238 m

Tore: 37
35 Teilnehmerinnen, davon 28 in der Wertung. Ausgeschieden u. a.: Hilary Lindh (USA), Jacqueline Vogt (LIE), Anita Wachter (AUT), Sigrid Wolf (AUT).
Kurssetzer war Markus Murmann (SUI). 5000 Zuseher verfolgten das Rennen. Die Abfahrt hätte bereits am 18. Februar stattfinden sollen. Sie wurde auch um 11:30 Uhr gestartet, wobei die ausgeloste Nr. 1, Pam Fletcher, zwar anwesend war, dies aber mit Gips und Krücken, denn sie war Stunden vorher beim Einfahren mit einem Pistenordner zusammengestoßen und hatte sich einen Bruch am obersten Knochen des Unterschenkels zugezogen. So startete als erste die Nr. 2, Brigitte Oertli. Schon zu diesem Zeitpunkt wurde offenbar, dass es keine Fortsetzung geben würde. Oertli berichtete, dass sie die Piste nicht mehr sehen konnte, weil der böige Wind den Schnee wirbelte. Vorerst entschied die Jury auf einen Neustart ab 13 Uhr, doch danach kam die Absage.
Die Verhältnisse hatten sich auch am nächsten Tag kaum geändert. Trotzdem entschied die Jury, das Rennen durchzuführen. Kritisiert wurde vor allem, dass es willkürliche Startintervalle gab. Kiehl (kaum negative Windeinflüsse) war bei den entscheidenden Zwischenzeiten voran, Percy hatte zwar die beste erste Marke (0,62 s schneller als Kiehl), verlor das Rennen aber bis zur zweiten Zeitmessung. Oertli hingegen begann mäßig (15. Zeit mit 0,59 s Rückstand), war danach aber windbegünstigt. Die mit Nr. 2 gestartete Sigrid Wolf wurde just beim Super-G-Start von einer Bö erfasst, es blieb ihr unmöglich, auf der Piste zu bleiben. Figinis Handicap war die schlechte Bodensicht, weil der Chinook einen undurchsichtigen Schleier von Flugschnee über die Piste peitschte. Dank großer Routine und Kampfkraft gelang Walliser Rang 4.

### Super-G
| Platz | Land | Sportlerin          | Zeit (min) |
| ----- | ---- | ------------------- | ---------- |
| 1     | AUT  | Sigrid Wolf         | 1:19,03    |
| 2     | SUI  | Michela Figini      | 1:20,03    |
| 3     | CAN  | Karen Percy         | 1:20,29    |
| 4     | FRG  | Regine Mösenlechner | 1:20,33    |
| 5     | AUT  | Anita Wachter       | 1:20,36    |
| 6     | SUI  | Maria Walliser      | 1:20,48    |
| 7     | ITA  | Michaela Marzola    | 1:20,91    |
| 7     | SUI  | Zoë Haas            | 1:20,91    |
| 9     | USA  | Edith Thys          | 1:20,93    |
| 10    | FRG  | Christa Kinshofer   | 1:20,98    |
| 10    | FRG  | Michaela Gerg       | 1:20,98    |
|       |      |                     |            |
| 13    | FRG  | Marina Kiehl        | 1:21,11    |
| 15    | AUT  | Elisabeth Kirchler  | 1:21,16    |
| 17    | SUI  | Brigitte Oertli     | 1:21,56    |
| 25    | AUT  | Sylvia Eder         | 1:22,39    |

Datum: 22. Februar, 11:30 Uhr

Start: 2039 m, Ziel: 1532 m

Höhendifferenz: 507 m, Streckenlänge: 1943 m

Tore: 39 – Kurssetzer Don Lyon (Kanada)
46 Teilnehmerinnen, davon 41 in der Wertung. Ausgeschieden u. a.: Jacqueline Vogt (LIE).
Figini ging mit 0,30 s Vorsprung gegenüber Mösenlechner in Führung. Wolf lag zwar bei der ersten Zwischenzeitnahme um 0,36 s hinter der Schweizerin, doch eine perfekte Fahrt brachte ihr den deutlichen Vorsprung. Mösenlechner durfte lange Zeit auf eine Medaille hoffen, doch Percy war um 0,04 s schneller. Seitens des deutschen Teams hatte das NOK vorerst Traudl Hächer statt Marina Kiehl nachnominiert, doch hatte deren Olympiasieg eine Änderung dieser Entscheidung zur Folge.

### Riesenslalom
| Platz | Land | Sportlerin           | Zeit (min) |
| ----- | ---- | -------------------- | ---------- |
| 1     | SUI  | Vreni Schneider      | 2:06,49    |
| 2     | FRG  | Christa Kinshofer    | 2:07,42    |
| 3     | SUI  | Maria Walliser       | 2:07,72    |
| 4     | YUG  | Mateja Svet          | 2:07,80    |
| 5     | FRG  | Christina Meier-Höck | 2:07,88    |
| 6     | AUT  | Ulrike Maier         | 2:08,10    |
| 7     | AUT  | Anita Wachter        | 2:08,38    |
| 8     | FRA  | Catherine Quittet    | 2:08,84    |
| 9     | FRA  | Carole Merle         | 2:09,36    |
| 10    | FRA  | Christelle Guignard  | 2:09,46    |
|       |      |                      |            |
| 14    | AUT  | Petra Kronberger     | 2:12,31    |
| 21    | LIE  | Jacqueline Vogt      | 2:14,64    |

Datum: 24. Februar, 10:30 Uhr (1. Lauf), 13:30 Uhr (2. Lauf)

Start: 2205 m, Ziel: 1880 m

Höhendifferenz: 325 m, Streckenlänge: 839 m

Tore: 42 (1. Lauf), 48 (2. Lauf)
64 Teilnehmerinnen, davon 29 in der Wertung. Ausgeschieden u. a.: Nadia Bonfini (ITA), Blanca Fernández Ochoa (ESP), Michela Figini (SUI), Michaela Gerg (FRG), Marina Kiehl (FRG), Paoletta Magoni (ITA), Tamara McKinney (USA), Małgorzata Mogore-Tlałka (FRA), Karen Percy (CAN), Corinne Schmidhauser (SUI), Sigrid Wolf (AUT).
Die gestürzte Gerg (Rang 8 im ersten Lauf) erlitt schwere Bänderverletzung und wurde gleich zur Operation heimgeflogen. Da bei den ÖSV-Damen Sylvia Eder wegen einer Verletzung auf eine Ausscheidungs-Qualifikation verzichtet hatte, kam es lediglich zu einer solchen zwischen Kronberger und Kirchler mit zwei eindeutigen Siegen für Kronberger.

### Slalom
| Platz | Land | Sportlerin             | Zeit (min) |
| ----- | ---- | ---------------------- | ---------- |
| 1     | SUI  | Vreni Schneider        | 1:36,69    |
| 2     | YUG  | Mateja Svet            | 1:38,37    |
| 3     | FRG  | Christa Kinshofer      | 1:38,40    |
| 4     | AUT  | Roswitha Steiner       | 1:38,77    |
| 5     | ESP  | Blanca Fernández Ochoa | 1:39,44    |
| 6     | AUT  | Ida Ladstätter         | 1:39,59    |
| 7     | ITA  | Paoletta Magoni        | 1:39,76    |
| 8     | FRA  | Dorota Mogore-Tlałka   | 1:39,86    |
| 9     | YUG  | Mojca Dežman           | 1:40,21    |
| 10    | AUT  | Ulrike Maier           | 1:40,54    |

Datum: 26. Februar, 10:30 Uhr (1. Lauf), 13:00 Uhr (2. Lauf)

Start: 2060 m, Ziel: 1880 m

Höhendifferenz: 180 m, Streckenlänge: 550 m

Tore: 63 (1. Lauf), 63 (2. Lauf)
57 Teilnehmerinnen, davon 28 in der Wertung. Ausgeschieden u. a.: Nadia Bonfini (ITA), Christelle Guignard (FRA), Tamara McKinney (USA), Brigitte Oertli (SUI), Karen Percy (CAN), Veronika Šarec (SLO), Corinne Schmidhauser (SUI), Anita Wachter (AUT).
Roswitha Steiner hatte sich erst mit Rang 2 in Kranjska Gora für die Mannschaft qualifizieren können. Schneiders Darbietung war makellos, sie griff auch im zweiten Lauf voll an. Seit Olympia 1960 hatte sich nie mehr eine Slalomsiegerin (1,68 s Vorsprung; Anne Heggtveit damals 3,3 s) so deutlich durchgesetzt. Ladstätter verbremste den zweiten Lauf. Nilsson, die nur 0,01 s hinter Schneider gelegen war, schied aus. Kinshofer musste schon vor dem ersten Lauf wegen einer Muskelzerrung behandelt werden, auch vor dem 2. Lauf waren hexenschussartige Beschwerden da.

### Kombination
| Platz | Land | Sportlerin            | Zeit A        | Zeit S        | Punkte |
| ----- | ---- | --------------------- | ------------- | ------------- | ------ |
| 1     | AUT  | Anita Wachter         | 1:17,14 (3.)  | 1:22,97 (2.)  | 029,25 |
| 2     | SUI  | Brigitte Oertli       | 1:18,37 (11.) | 1:20,71 (1.)  | 029,48 |
| 3     | SUI  | Maria Walliser        | 1:16,98 (2.)  | 1:25,92 (11.) | 051,28 |
| 4     | CAN  | Karen Percy           | 1:18,22 (9.)  | 1:24,00 (3.)  | 054,47 |
| 5     | TCH  | Lenka Kebrlová        | 1:18,43 (13.) | 1:24,38 (5.)  | 060,87 |
| 6     | TCH  | Lucia Medzihradská    | 1:18,62 (15.) | 1:24,35 (4.)  | 063,56 |
| 7     | CAN  | Michelle McKendry     | 1:17,58 (4.)  | 1:26,44 (13.) | 064,85 |
| 8     | CAN  | Kerrin Lee            | 1:18,15 (8.)  | 1:25,43 (9.)  | 065,26 |
| 9     | FRG  | Ulrike Stanggassinger | 1:17,92 (5.)  | 1:26,61 (14.) | 071,51 |
|       |      |                       |               |               |        |
| 11    | AUT  | Petra Kronberger      | 1:18,36 (10.) | 1:27,78 (15.) | 088,01 |
| 12    | AUT  | Sylvia Eder           | 1:19,68 (19.) | 1:25,91 (10.) | 092,86 |
| 14    | FRG  | Karin Dedler          | 1:18,80 (16.) | 1:29,03 (18.) | 105,18 |
| 16    | LIE  | Jolanda Kindle        | 1:21,23 (27.) | 1:25,42 (8.)  | 112,72 |
| 18    | LIE  | Jacqueline Vogt       | 1:20,81 (26.) | 1:28,31 (17.) | 130,22 |

Datum: 20. Februar, 10:15 Uhr (Abfahrt)
21. Februar, 13:00 Uhr / 14:45 Uhr (Slalom)
Abfahrtsstrecke

Start: 2108 m, Ziel: 1532 m

Höhendifferenz: 576 m, Streckenlänge: 2054 m

Tore: 33
Slalomstrecke

Start: 2024 m, Ziel: 1880 m

Höhendifferenz: 144 m

Tore: 49 (1. Lauf), 49 (2. Lauf)
39 Teilnehmerinnen waren am Start, davon 26 in der Wertung. Ausgeschieden u. a.: Ulrike Maier (AUT), Beatrice Gafner (SUI), Claudine Emonet (FRA); disqualifiziert: Michaela Gerg (FRG) (alle in der Abfahrt); Christa Kinshofer (FRG), Carole Merle (FRA), Vreni Schneider (SUI).
Die Abfahrt war zuerst am 19. Februar mit Beginn 12 Uhr geplant, der Slalom am 20. Februar (10:30/13 Uhr). Da jedoch die Spezialabfahrt (nach der Absage am 18. Februar) an diesem Tag neu terminiert worden war, kam es um eine dementsprechende Verschiebung um einen Tag. Merle hatte die Abfahrt in 1:16,46 min gewonnen, schied aber im Slalom aus. Oertli startete im Kombinations-Slalom (die Startreihenfolge richtete sich nach der Slalom-Weltrangliste) mit bester Laufzeit nach dem ersten Durchgang ihre Aufholjagd, während Wachter 1,44 s und Walliser 2,50 s verloren. Schneider hatte die beste Zwischenzeit, fädelte aber ein und schied aus. Oertli verfehlte die Goldmedaille (umgerechnet) um 0,03 s.